# It Could Happen to You
It Could Happen to You (bra: Atraídos pelo Destino; prt: Poderia Acontecer-te) é um filme de comédia romântica e dramática dos Estados Unidos de 1994, dirigido por Andrew Bergman e estrelado por Nicolas Cage e Bridget Fonda. É a história de um policial da cidade de Nova York (Cage), que ganha na loteria e divide seus ganhos com uma garçonete (Fonda). Esta história básica foi inspirada em um incidente da vida real.
Isaac Hayes interpreta o repórter e fotógrafo disfarçado Angel Dupree, além de ser o narrador do filme.
It Could Happen to You teve dois remakes, um hindi intitulado Bade Dilwala e lançado em 1999, e outro em Telugu sob o título de Bahumati, lançado em 2007.

## Sinopse
O oficial da NYPD Charlie Lang é um homem humilde, gentil e generoso que ama seu trabalho no bairro do Queens, onde mora. Sua esposa, Muriel, trabalha em um salão de beleza e, ao contrário dele, é gananciosa, materialista e egoísta, reclamando constantemente da sua   situação de vida financeira. A garçonete Yvonne Biasi está falida desde que seu marido, Eddie, a quem ela ainda não tinha condições de se divorciar, esvaziou a conta corrente sem a permissão dela, deixando-a com mais de US$ 12.000 em dívidas de cartão de crédito. Charlie a conhece quando ela o atende no restaurante onde trabalha. Como ele não tem dinheiro suficiente para pagar a gorjeta, ele promete dar a ela o dobro da gorjeta ou metade de seus ganhos em potencial na loteria no dia seguinte usando um bilhete com os números que ele joga regularmente. No dia seguinte, ele acaba surpreendentemente  ganhando US$ 4 milhões (US$ 6,9 milhões hoje) na loteria e mantém sua promessa a garçonete, apesar dos protestos de Muriel.
Charlie e Yvonne se tornam estrelas quase que imediatamente. Ela compra o restaurante onde trabalhava e prepara uma mesa com o nome dele, na qual as pessoas que não podem pagar uma refeição podem comer de graça. Em outro momento, ele se torna um herói por frustrar uma tentativa de assalto a um supermercado, mas é ferido no processo, forçando-o a tirar uma licença da força policial. Enquanto isso, Muriel faz compras e também contrata reformas disruptivas em seu apartamento sem consultá-lo.
Durante uma reunião em um barco fretado para os ganhadores da loteria e outros membros da alta sociedade, Muriel conhece o recém-milionário Jack Gross. Ela flerta com ele, ouve seus conselhos sobre investimentos financeiros e desenvolve uma forte atração por ele, que é mútua. Enquanto isso, Charlie e Yvonne, acidentalmente deixados para trás no píer, passam muito tempo juntos, em uma ocasião pagando as viagens de trem dos passageiros do metrô e em outra tratando as crianças do bairro para um dia no Yankee Stadium, sobre o qual a mídia relata. Muriel se cansa de suas constantes doações e da simplicidade do marido e o expulsa do apartamento deles, pedindo o divórcio. Naquela mesma noite, Yvonne sai de seu apartamento depois que Eddie aparece e ameaça ficar até receber US$ 50,000 dela. Muito inocentemente, ela e Charlie se encontram no Plaza Hotel e, sem querer, acabam passando a noite juntos.
Durante o processo de divórcio entre Muriel e Charlie, ela exige todo o dinheiro que ele ganhou para si mesma. Ele não se importa em dar sua parte, mas ela também quer a quantia que ele deu a Yvonne, e sua firme vontade em reaver o dinheiro leva o caso aos tribunais. Muriel alega que foi ela quem escolheu os números com os quais  Charlie apostou e ganhou o prêmio. O júri (acreditando em sua história) decide a seu favor. Yvonne, sentindo-se culpada por lhe custar todo dinheiro dele, foge em lágrimas e tenta se afastar dele. Mas Charlie, agora apaixonado por ela, encontra-a no restaurante e diz que o dinheiro não significa nada para ele, e eles declaram seu amor um pelo outro. Enquanto refletem sobre seu futuro no restaurante e consideram uma possível mudança para Buffalo, eles graciosamente fornecem a um cliente faminto e pobre alguma sopa, que ele come na mesa especial. Ele não é outro senão o repórter disfarçado Angel Dupree, que tira fotos deles e, nos jornais do dia seguinte, elogia publicamente a vontade do casal em alimentar um pobre e faminto, mesmo nas horas de mais desespero. No momento em que saem da cidade, os cidadãos de Nova York, tocados por sua generosidade, enviam milhares de cartas com quantias no total de mais de US$ 600,000 (US$ 1,035,000 hoje), o suficiente para ajudar a pagar suas dívidas.
Na conclusão, por meio do narrador, descobrimos o destino dos personagens: Muriel se casou com Jack Gross e ele acabou fugindo do país com todo o dinheiro dela, revelando-se um vigarista. Ela então não teve outra opção a não ser morar com a mãe no Bronx e voltar ao seu antigo trabalho de manicure. Eddie, agora divorciado de Yvonne, só arranjou um emprego como taxista. Charlie retorna feliz a força policial de Nova York e Yvonne recupera seu restaurante. Na cena final, eles se casam e iniciam a lua de mel decolando do Central Park em um balão de ar quente com a manchete do New York Post "Cop Weds Waitress", pouco antes dos créditos finais.

## Elenco
- Nicolas Cage como Charlie Lang
- Bridget Fonda como Yvonne Biasi
- Rosie Perez como Muriel Lang
- Isaac Hayes como Angel Dupree
- Seymour Cassel como Jack Gross
- Stanley Tucci como Eddie Biasi
- Wendell Pierce como Bo Williams
- J.E. Freeman como Sal Bontempo
- Victor Rojas como Jesu
- Red Buttons como Walter Zakuto
- Richard Jenkins como C. Vernon Hale
- Charles Busch como Timmy
- Beatrice Winde como juíza
- Vincent Pastore como membro da equipe de boliche
- Emily Deschanel como ativista em peles
- Willie Colón como prefeito
- Frank Pellegrino como maitre
- Ann Dowd como Carol
- Lim Kay Tong como Sun

## Trilha sonora
O álbum da trilha sonora foi lançado pela Sony Records em 19 de julho de 1994.
1. "Young at Heart" - Tony Bennett e Shawn Colvin
2. "They Can't Take That Away From Me" - Billie Holiday
3. "Now It Can Be Told" - Tony Bennett
4. "Swingdown, Swingtown" - Wynton Marsalis
5. "She's No Lady" - Lyle Lovett
6. "Always" - Tony Bennett
7. "Overture" - Carter Burwell
8. "I Feel Lucky" - Mary Chapin Carpenter
9. "Round of Blues" - Shawn Colvin
10. "The Search" - Carter Burwell
11. "Young at Heart" - Frank Sinatra

## Incidente da vida real
Em 1984, Phyllis Penzo era uma garçonete em uma pizzaria comumente frequentado por policiais em Yonkers, Nova Iorque. Em março daquele ano, o Oficial Robert Cunningham, um patrono regular e amigo de longa data de Penzo, sugeriu que os dois dividissem um bilhete de loteria, cada um deles escolhe três dos seis números, em vez de deixá-la a uma dica. Penzo concordou e, embora posteriormente se esqueceram dele, quando Cunningham descobriu que o bilhete tinha ganhado um prêmio de US $ 6 milhões, que ele escolheu para honrar seu acordo e dividir o dinheiro igualmente com Penzo.
Além desta premissa básica, o filme é inteiramente ficcional, com o perfil dos personagens do filme e os eventos descritos no filme após a sua vitória na loteria não tendo nenhuma semelhança com a vida real de Penzo e Cunningham. Como resultado, nem Penzo nem Cunningham eram obrigados a autorizar o filme, nem foram eles o direito de cobrar royalties de suas receitas.

## Produção
O restaurante onde Yvonne trabalha no filme foi construído em um estacionamento na esquina da N. Moore St. e West Broadway no Tribeca, bairro de Manhattan. O filme foi chamado de “Cop Gives Waitress Million Dollar Tip”, quando foi filmado lá.

## Recepção
O filme recebeu críticas positivas da crítica. O Rotten Tomatoes calcula uma classificação "Certified Fresh" com uma pontuação de 71% com base em avaliações de 34 críticos.